# Marouan Laghnej
Marouan Laghnej, né le 22 avril 1986 à Kairouan, est un basketteur tunisien actif de 2005 à 2024.
Il évolue au sein de la Jeunesse sportive kairouanaise. Il a participé avec l'équipe de Tunisie au championnat du monde 2010.

## Carrière
- 2005-2014 : Jeunesse sportive kairouanaise
- 2014-2016 : Union sportive monastirienne
- 2016-2017 : Club africain
- 2017-2024 : Jeunesse sportive kairouanaise

## Palmarès

### Sélection nationale

#### Jeux olympiques
- 11e des Jeux olympiques 2012 à Londres ( Royaume-Uni)

#### Championnat d'Afrique
- Médaille d'or au championnat d'Afrique 2011 ( Madagascar)
- Médaille de bronze au championnat d'Afrique 2009 ( Libye)

#### Championnat arabe des nations
- Médaille d'or au championnat arabe des nations 2008 ( Tunisie)
- Médaille d'or au championnat arabe des nations 2009 ( Maroc)